# Swift (космический аппарат)
Swift — орбитальная обсерватория, совместный проект США, Италии и Великобритании. Предназначена для регистрации и наблюдения космических гамма-всплесков. 
Запущена 20 ноября 2004 года с космодрома Мыс Канаверал с помощью ракеты-носителя Дельта-2 7320-10. 
Ориентация и быстрые развороты спутника выполняются с помощью гиродинов.

## Инструменты
На борту Swift находятся всего три основных научных инструмента.
BAT (Burst Alert Telescope)
Монитор гамма-всплесков, предназначен для обнаружения и определения координат гамма-всплесков. Монитор работает в рентгеновском диапазоне 15-150 кэВ. Мультидетектор площадью 5200 см² состоит из массива 32 768 отдельных полупроводниковых детекторов из теллурида кадмия-цинка (CdZnTe). Благодаря использованию кодирующей апертурной маски из 52 000 свинцовых элементов, перекрывающей поле зрения, достигается высокое угловое разрешение гамма-телескопа (17 угловых минут). Обозреваемый телесный угол 60°×100°, или около 1,4 стерадиан (≈1⁄9 от всей небесной сферы).
XRT (X-ray Telescope)
Рентгеновский телескоп, предназначен для определения спектра гамма-всплесков и получения их изображения в рентгеновском диапазоне 0,3—10 кэВ.
UVOT (UltraViolet/Optical Telescope)
Ультрафиолетовый/оптический телескоп, предназначен для получения изображения и спектральных характеристик гамма-всплесков, работает в диапазоне длин волн 170—650 нм. Диаметр зеркала телескопа составляет 0,3 м.

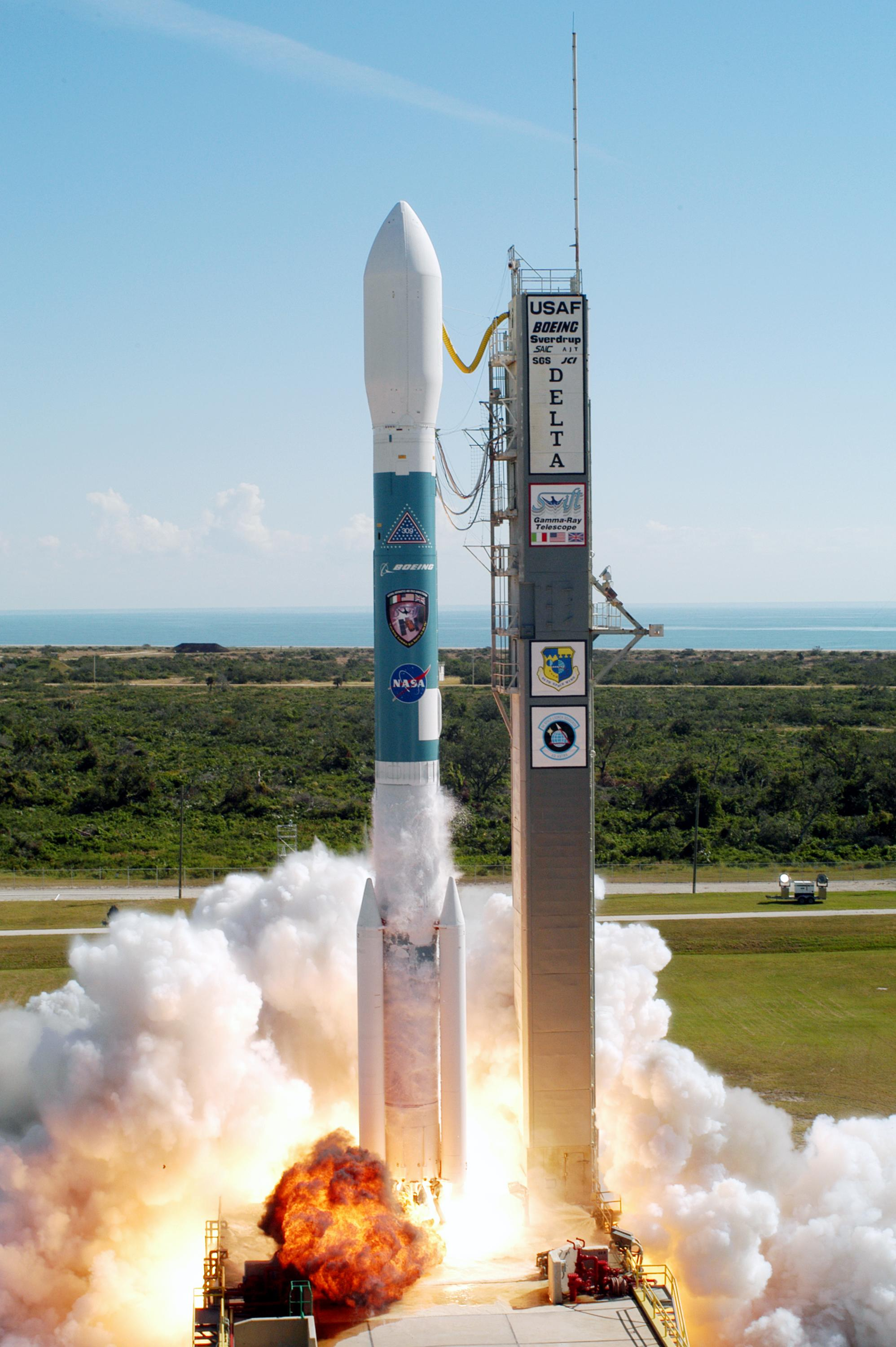
Ракета-носитель Delta 7320-10C поднимает Swift
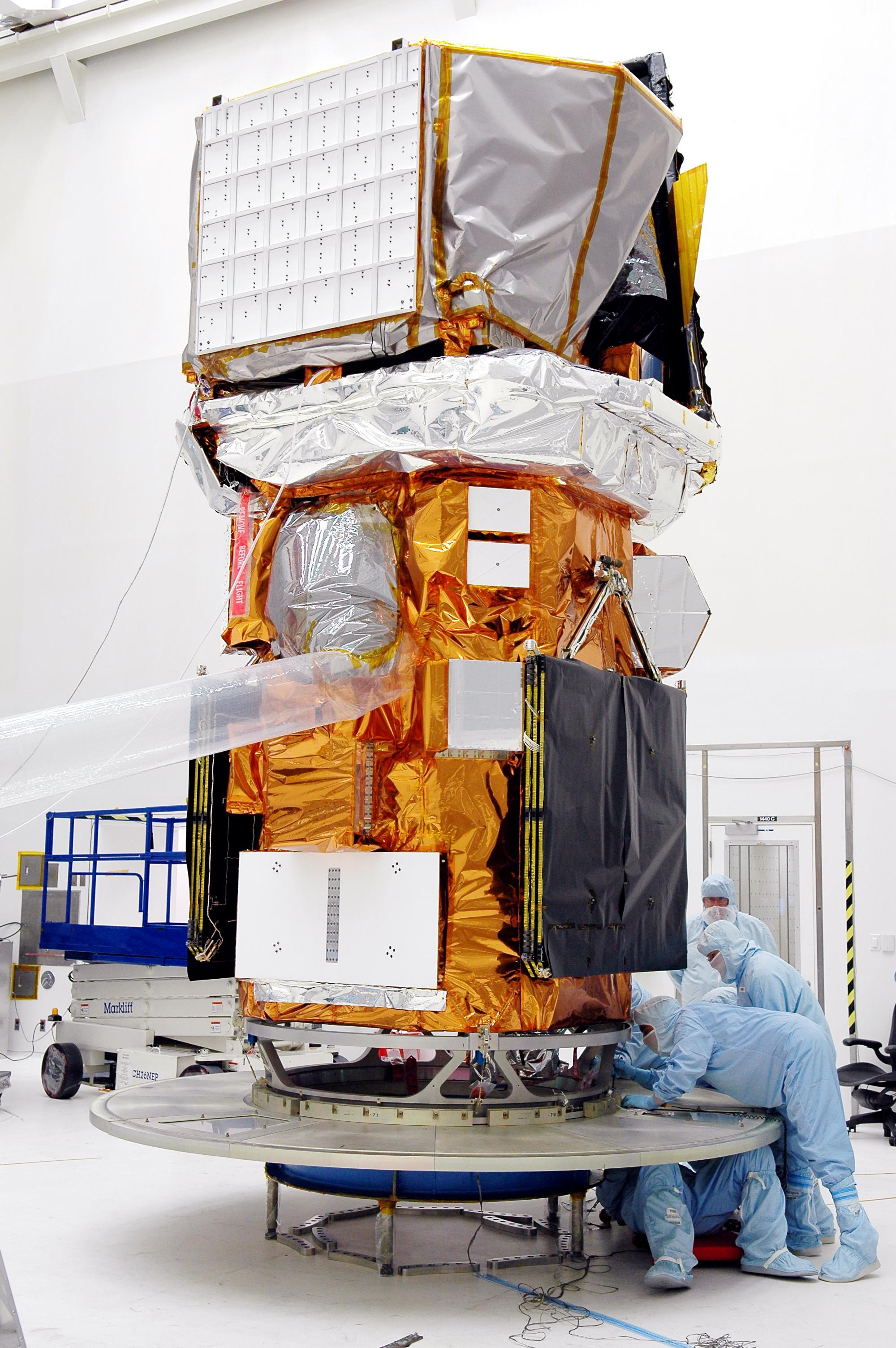
Swift перед запуском